# Badminton-Juniorenweltmeisterschaft 2010/Mannschaft
Die Badminton-Juniorenweltmeisterschaft 2010 fand vom 16. bis zum 25. April 2010 in Guadalajara, Mexiko, statt. Folgend die Ergebnisse im Mannschaftswettbewerb.

## Endstand
1. Volksrepublik China
2. Südkorea
3. Malaysia
4. Indonesien
5. Japan
6. Dänemark
7. Chinesisch Taipeh
8. Thailand
9. Indien
10. England
11. Hongkong
12. Deutschland
13. Frankreich
14. Niederlande
15. Singapur
16. Kanada
17. Türkei
18. Peru
19. Österreich
20. Vereinigte Staaten
21. Mexiko
22. Puerto Rico
23. Südafrika
24. Dominikanische Republik